# Apollonia d'Illyrie
Pour les articles homonymes, voir Apollonia et Apollonie.
Apollonia d'Illyrie (en grec ancien Aπολλωνία κατ' Επίδαμνον ou Απολλωνία προς Επιδάμνω) est une ancienne cité grecque située en Illyrie (actuelle Albanie), située sur la rive droite de la Vjosa, près de l'actuel village de Pojani.

## Une cité d'origine grecque
La ville a été fondée en 588 av. J.-C. par des colons grecs de Corcyre (aujourd'hui Corfou) et Corinthe, sur un site qui semble avoir été auparavant un lieu de cohabitation entre les autochtones taulantiens et les colons grecs.
Selon la légende, la ville s'appelait à sa fondation Gylaceia (du nom de son fondateur Gylax), avant que son nom ne soit changé en hommage au dieu Apollon, son fondateur « légendaire ». La ville a peut-être été la plus importante parmi celles qui portent le nom d'Apollonie (Απολλωνία).
Aristote citait Apollonia comme un exemple important du système oligarchique, en raison de la prévalence des familles descendant des colons grecs sur une population plébéienne d'origine majoritairement illyrienne. La cité s'enrichit par son agriculture locale et par le commerce d'esclaves, favorisé par son port important dont on prétend qu'il pouvait accueillir une centaine de bateaux en même temps.
Apollonia, à l'instar de Dyrrachium ou d'Oricum, était un port fluvial important sur la côte illyrienne, qui permettait de relier Brindisi avec la nord de la Grèce, notamment par la via Egnatia qui menait jusqu'à Thessalonique et Byzance. Les liens commerciaux sont attestés par la monnaie frappée au nom de la ville qu'on a pu retrouver jusqu'au bassin du Danube.

## Un port romain
La cité a été un temps soumise à Pyrrhus d'Épire avant de tomber dans le giron de la République romaine en 229 av. J.-C., à laquelle elle demeura loyale : elle en fut notamment récompensée lors de la défaite en 168 av. J.-C. de Gentius, dernier roi d'Illyrie. En 148 av. J.-C. Apollonia fut intégrée à la province romaine de Macédoine, avant d'être rattachée à celle d'Épire.
Lors de la guerre civile opposant Pompée à Jules César, elle prit position pour ce dernier, mais tomba contre Marcus Junius Brutus en 48 av. J.-C., allié de Pompée. Le futur empereur romain Auguste étudiait à Apollonia en 44 av. J.-C. sous la tutelle d'Athénodore le Cananite lorsqu'il apprit la nouvelle de l'assassinat de César.
Apollonia accrut son opulence sous le gouvernement de Rome et fut mentionnée par Cicéron dans ses Philippiques en tant que « magna urbs et gravis » soit « une grande et influente cité ».
La cité était richement dotée de trois édifices de réunion : un théâtre de style grec construit au IIIe siècle av. J.-C. sur la pente de la colline de l'acropole avec une cavea de 51,5 m de diamètre, un odéon couvert de 16 m de large, inscrit dans un mur rectangulaire et un bouleuterion.
Le déclin de la cité s'amorça au IVᵉ siècle de notre ère, notamment en raison d'un tremblement de terre qui détourna le cours de la rivière Aoôs, asséchant le port et transformant les terres en un marais frappé par le paludisme.
Le christianisme s'implanta dans la cité de façon assez précoce et les évêques d'Apollonia furent présents lors du concile d'Ephèse (431) et du concile de Chalcédoine (451).

## Déclin et redécouverte

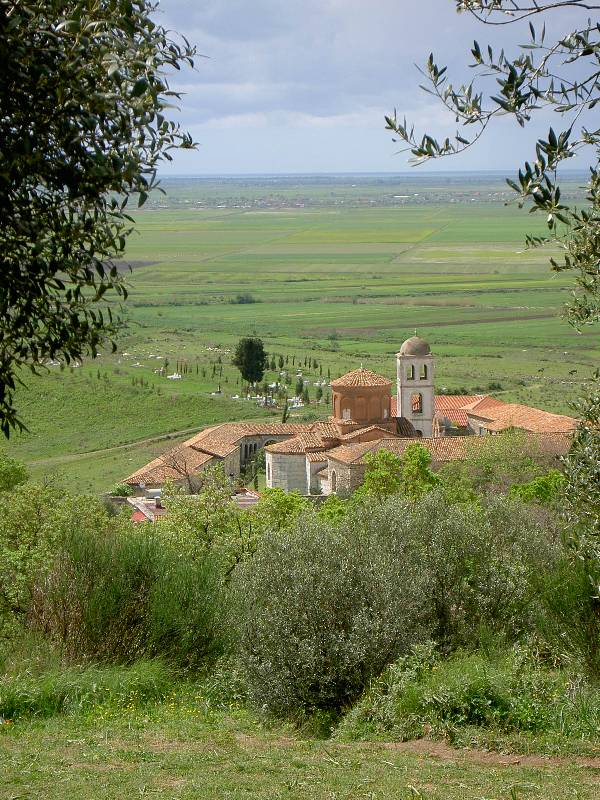
Monastère de Sainte-Marie dominant les ruines grecques d'Apollonia et les plaines de Myzeqe.

Toutefois, la cité devint peu à peu inhabitable. À la fin de l'Antiquité, la cité s'était dépeuplée et fut supplantée par la ville voisine de Vlora. 
La ville fut « redécouverte » par des hommes de lettres européens au XVIIIe siècle, même s'il fallut attendre l'occupation autrichienne de la région en 1916-1918 pour voir les premières fouilles archéologiques, qui furent poursuivies par une équipe française, dirigée par l'archéologue Léon Rey, entre 1924 et 1938. Certaines parties du site furent endommagées durant la Seconde Guerre mondiale.
Après la guerre, une équipe albanaise prit le relais à partir de 1948, ce qui permit de mettre au jour certaines découvertes exposées dans l'ancien monastère voisin ou dans la capitale albanaise Tirana. Entre 1958-1960, une fouille grande envergure a eu lieu par une équipe albano-soviétique qui a découvert beaucoup de nouveaux monuments. Au cours de la période de troubles qui suivit la chute du régime communiste en 1990, ces collections archéologiques furent partiellement pillées.
Depuis 1993, le site fait à nouveau l'objet de campagnes de fouilles régulières, menées par une équipe franco-albanaise, notamment dans le secteur de la Maison G et sur l'agora.
Depuis 1985, le monastère accueille le musée archéologique d'Apollonia qui présente une partie du matériel découvert dans le parc archéologique (une autre partie est à Tirana). Les salles proposent un parcours chronologique. Les portiques de la cour accueillent les statues, inscriptions et sarcophages.

## Images

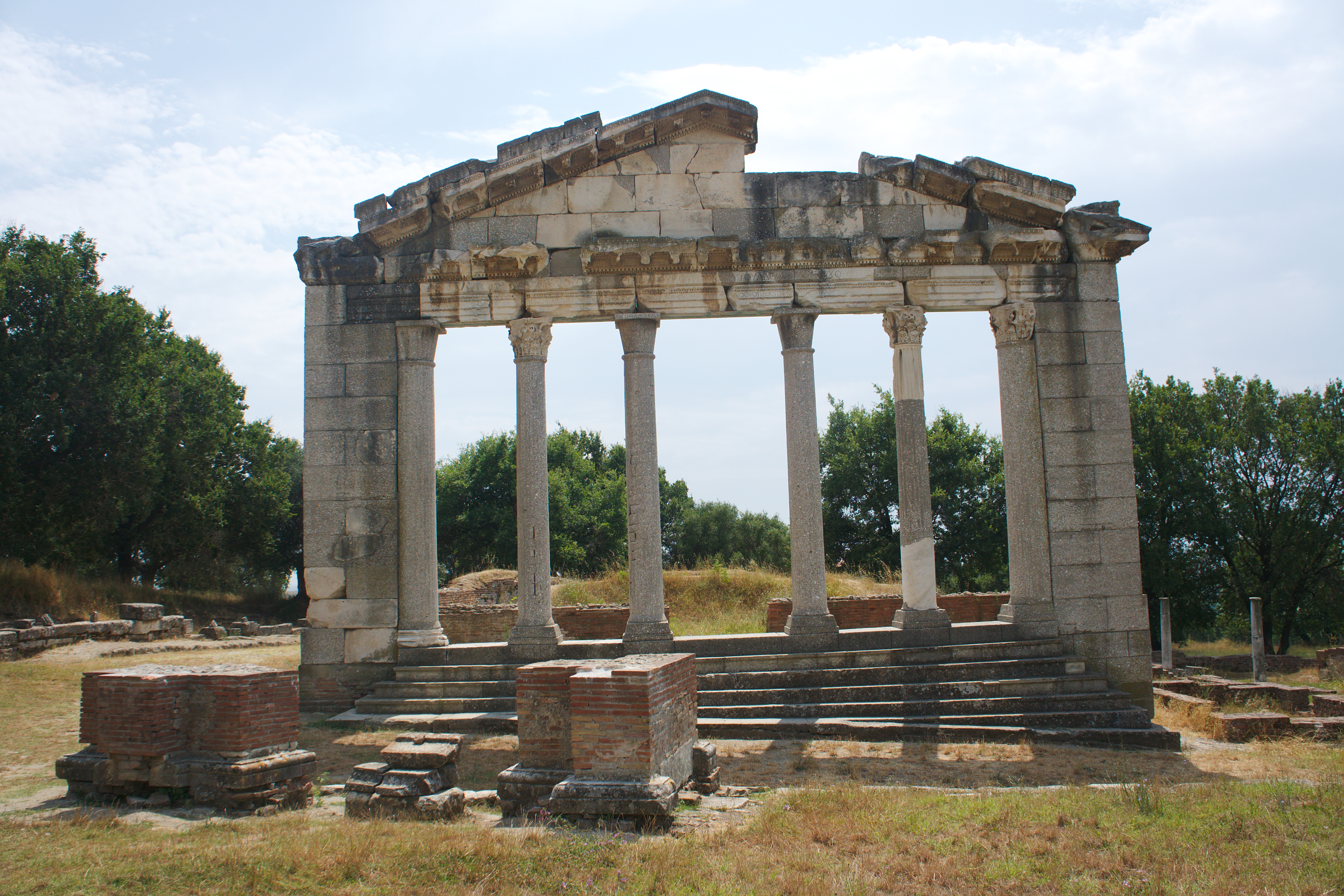
Le Bouleutérion.
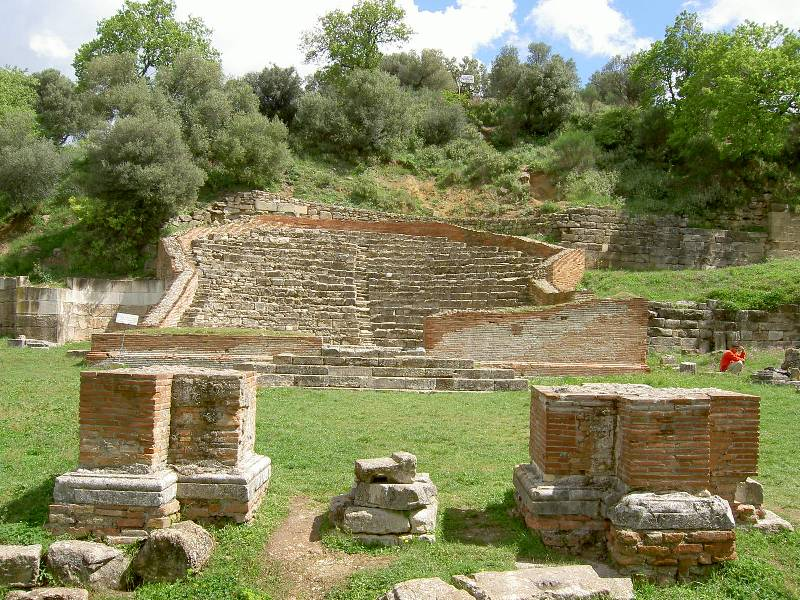
L'Odéon.
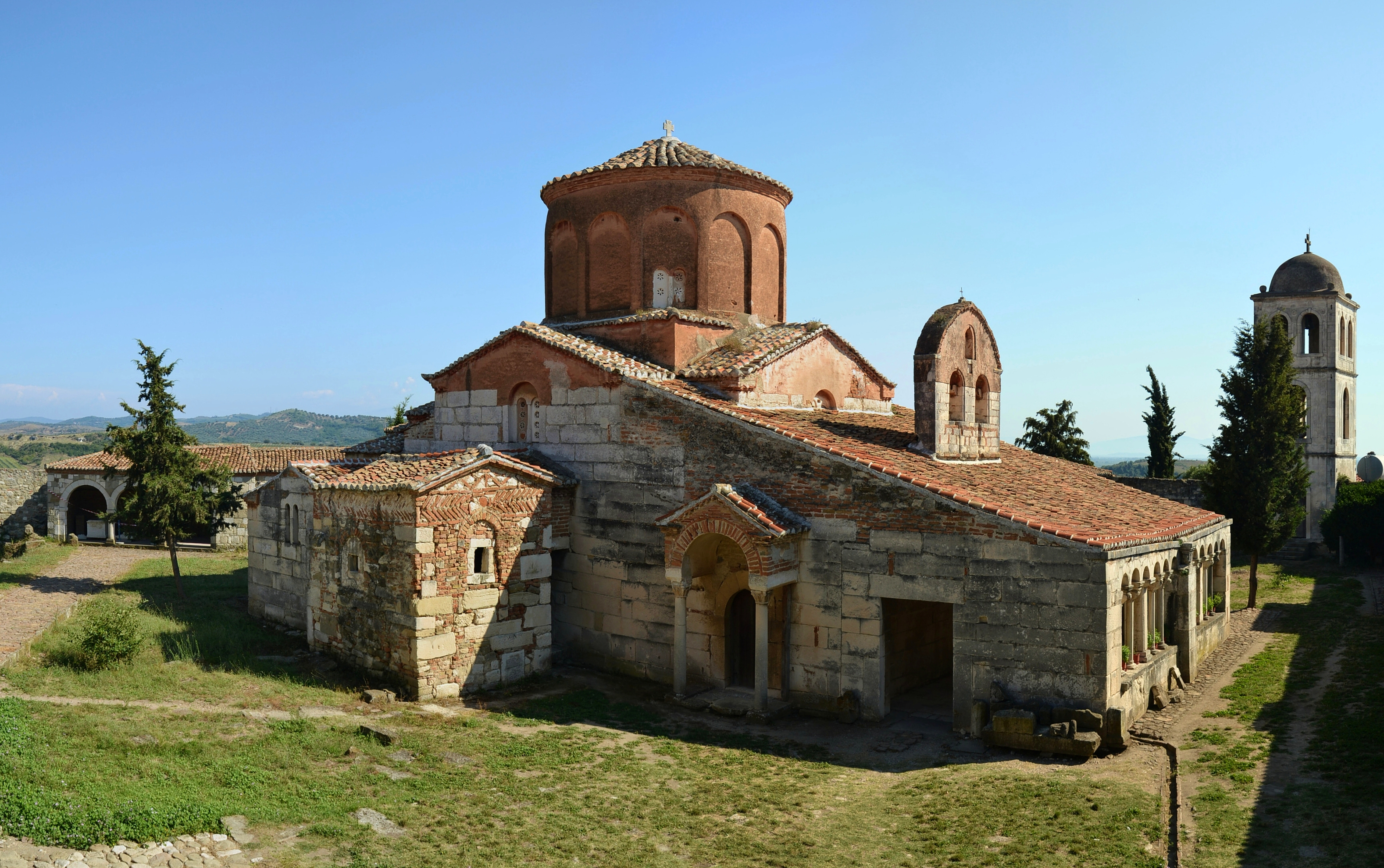
Le monastère de Sainte-Marie.
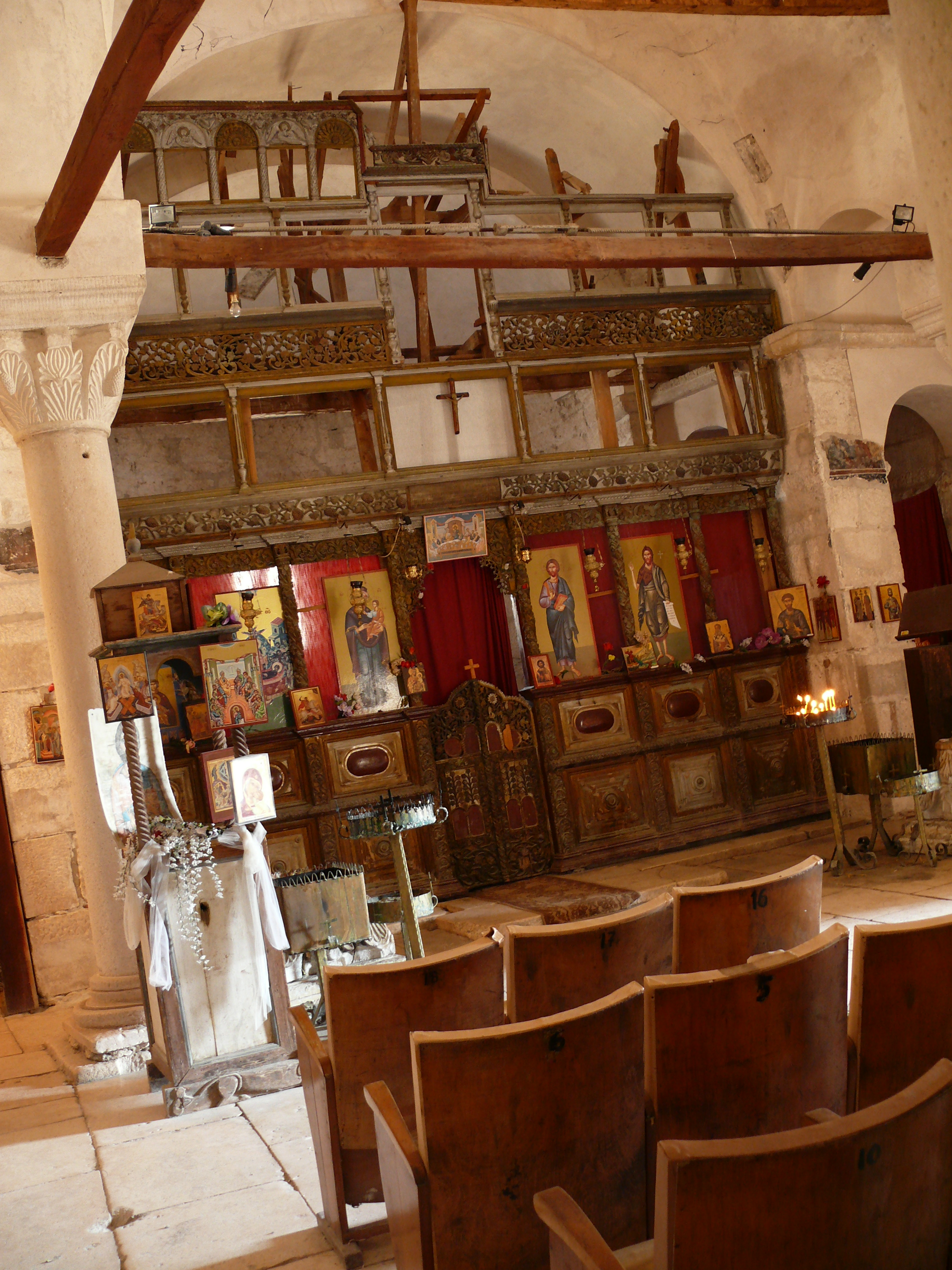
L'intérieur de l'église Sainte-Marie.
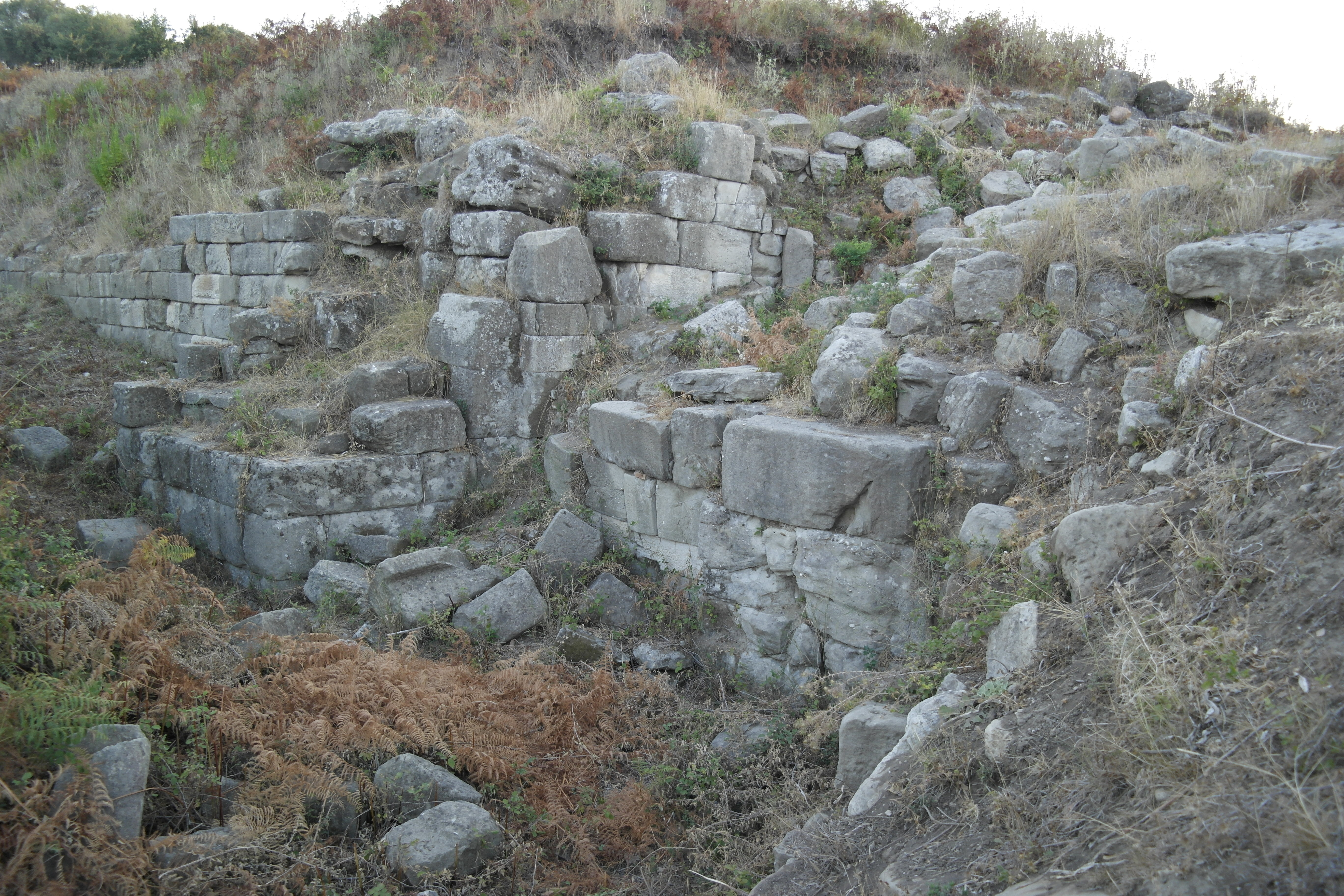
La porte nord-est en ruines.
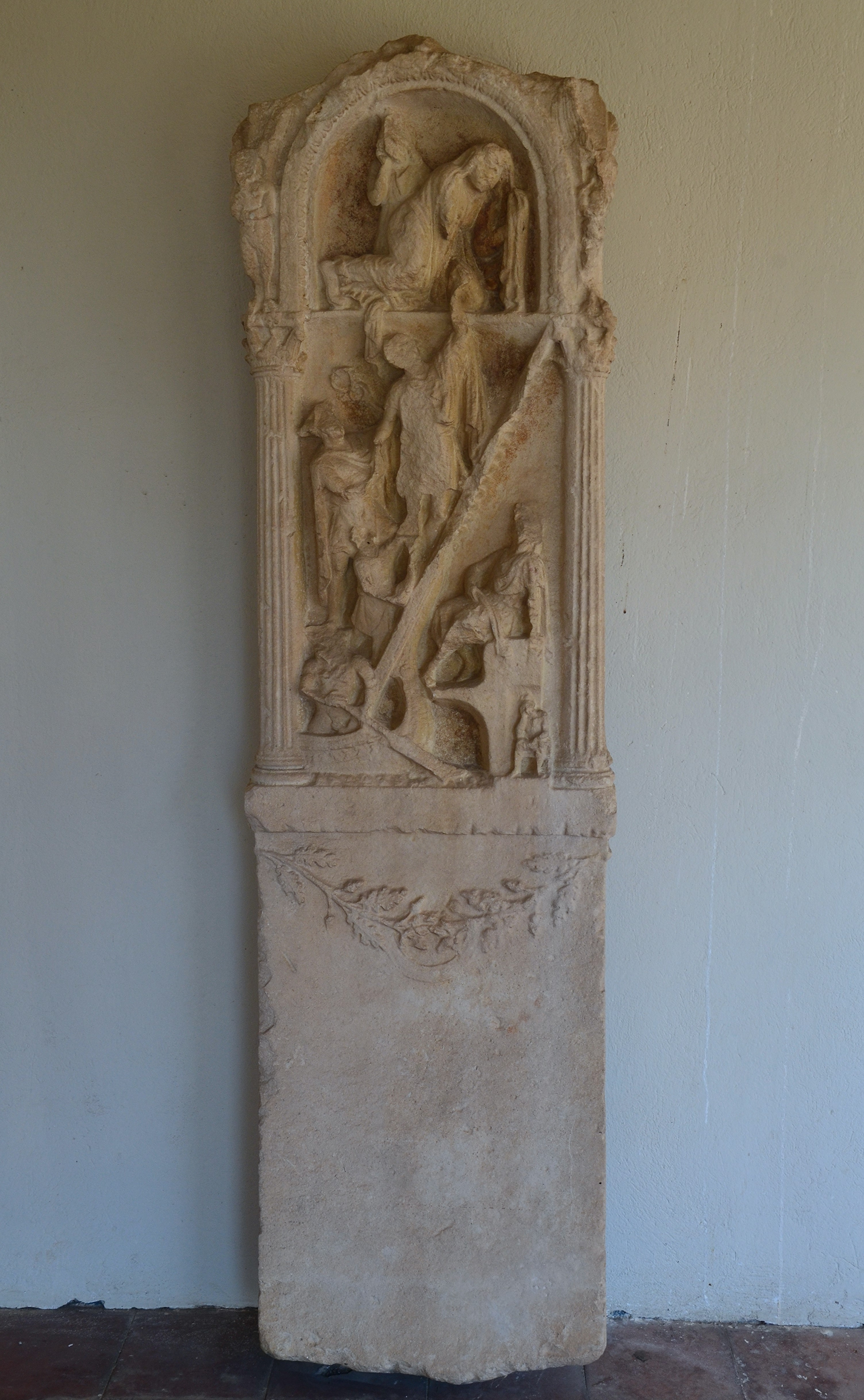
La stèle de la descente aux enfers, devant le musée.